# Bellulicauda dialii
Bellulicauda dialii är en svampart som först beskrevs av Hans Sydow, och fick sitt nu gällande namn av B. Sutton 1967. Bellulicauda dialii ingår i släktet Bellulicauda, divisionen sporsäcksvampar och riket svampar.   Inga underarter finns listade i Catalogue of Life.